# أوبن لايرز
أوبن لايرز (بالإنجليزية: OpenLayers) هي مكتبة جافا سكريبت مفتوحة المصدر (متوفرة بموجب رخص بي إس دي) تُستخدم لعرض بيانات الخرائط في متصفحات الويب كالخرائط القابلة للتمرير. كما توفر واجهة برمجية لإنشاء تطبيقات جغرافية غنية قائمة على الويب مماثلة لخرائط جوجل وخرائط بينج.

## الميزات
تعتبر أوبن لايرز خياراً مناسباً لإنشاء تطبيقات جغرافية غنية قائمة على الويب. فهي مفتوحة المصدر وسهلة الاستخدام وتدعم مجموعة واسعة من الخرائط والبيانات الجغرافية.
وفيما يلي بعض الميزات الرئيسية للمكتبة:
- مفتوحة المصدر ومتاحة تحت ترخيص بي إس دي المكون من فقرتين.[4]
- سهلة الاستخدام ويمكن تخصيصها بسهولة.
- تدعم مجموعة واسعة من الخرائط والبيانات الجغرافية.
- تدعم مجموعة متنوعة من ميزات تفاعل المستخدم.
- مستقرة وموثوقة.

أوبن لايرز هي إطار عمل جافا سكريبت مفتوحة المصدر تدعم مجموعة متنوعة من تنسيقات البيانات الجغرافية، بما في ذلك جيو آر إس إس وكي هول و(GML) و(GeoJSON) يمكن لأوبن لايرز عرض بيانات الخرائط من أي مصدر باستخدام معايير الاتحاد الجيومكاني المفتوح، مثل خدمة خرائط الويب (WMS) أو خدمة ميزات الويب (WFS)

## التاريخ
استندت المكتبة في الأصل إلى إطار عمل بروتوتيب (إطار جافا سكريبت). أنشئت أوبن لايرز بواسطة ميتاكارتا بعد مؤتمر أوريلي ميديا 2.0، في 29-30 يونيو 2005. وأُطلق أول إصدار لها في عام 2006. وصدر كبرنامج مفتوح المصدر قبل مؤتمر "وير 2.0" في الفترة من 13 إلى 14 يونيو 2006 بواسطة مختبرات ميتاكارتا.
هناك أداتان أخريان لرسم الخرائط مفتوحة المصدر صدرتا من نفس الشركة المطورة وهما: فاتر سرفر وتيل كاش. منذ نوفمبر 2007، أصبحت أوبن لايرز مشروع مؤسسة جغرافية مكانية مفتوحة المصدر. ومنذ ذلك الحين طُوّرت وحُسّنت بواسطة مجتمع من المطورين.
في عام 2013، نُقلت مكتبة أوبن لايرز إلى إطار عمل جافا سكريبت (jQuery). هذا جعل المكتبة أكثر قابلية للتخصيص وسهلة الاستخدام.

## وصلات خارجية
- الموقع الرسمي